# Sabancı
Die Familie Sabancı ist neben den Koç eine der reichsten türkischen Industriellenfamilien. Fast alle Unternehmen in der Türkei mit dem Suffix -SA gehören zur Sabancı Holding. Die zu 80 % im Familienbesitz befindliche Holding besteht nach eigenen Angaben aus 66 Unternehmen.
Bekannt für das moderne Istanbul sind die Sabancı Twin Towers am Eingang des Istanbuler Geschäftsviertels Levent im Stadtteil Beşiktaş.

## Entstehung und Entwicklung
Unternehmensgründer Hacı Ömer Sabancı (1906–1966), ein halb alphabetisierter Baumwollpflücker aus Kayseri, begann seine Karriere in den frühen 1920er Jahren in Adana im Baumwollhandel. Er profitierte mittelbar vom Völkermord an den Armeniern, denn in Adana beteiligte sich Hacı Ömer zwar nicht direkt an der durch die Regierung geförderten Übernahme von Unternehmen der vertriebenen oder ausgelöschten Minderheiten, nutzte aber zum selben Zweck Kontakte zu vermögenden Familien aus Kayseri. Als es ihm nicht gelang, den Baumwollbetrieb eines russischen Juden zu übernehmen, errichtete er ein Konkurrenzunternehmen in der Nachbarschaft. Als die für die Minderheiten ruinöse Zwangsabgabe, die Varlık Vergisi erhoben wurde, konnte Ömer den Konkurrenten übernehmen. Schließlich gelang es Ömer, auch seine Partner in diesem Geschäft auszuhebeln und Gründer und Hauptanteilseigner einer Privatbank zu werden. Später expandierte Ömer in weitere Industriesektoren, darunter die Zement- und Lebensmittelindustrie. Zugleich wurde Ömer einer der größten Landbesitzer in der Region. 
Als die Regierung in den 1950er Jahren begann, Industrieansiedlungen zu fördern, investierte Ömer in die Baumwollindustrie. Mit Hilfe staatlicher Kredite gründete er 1951 BOSSA, wohl auf Vermittlung von Celâl Bayar anlässlich seines Besuches in Adana, und mit Hilfe der Weltbank. Der Name geht auf die Verbindung der Gründerfamilien Bosnalı und Sabancı zurück. Wieder gelang es Ömer, seinen Partner, eine vermögende Industriellenfamilie aus Adana, auszumanövrieren. Nunmehr expandierte das Unternehmen, das Alleininhaber von Bossa war, in den Banken- und Versicherungssektor, sowie in die Produktion von Autoreifen (auf Vermittlung von Turgut Özal), um schließlich in die Autoindustrie einzusteigen. 
Nach dem Tod des Unternehmensgründers wurde das Unternehmen 1967 mit seinen stark diversifizierten Industrien in eine Holding nach dem Vorbild der Koç-Holding umgewandelt, mit der Sabancı zunehmend in ein Konkurrenzverhältnis geriet. 
Hacı Ömer Sabancıs Sohn und Nachfolger Sakıp Sabancı (1933–2004) war einer der größten Kunstmäzene in der Türkei und besaß eine bedeutende Sammlung osmanischer Kalligraphie. Der Großteil seines Kunstbesitzes ist im Sakıp-Sabancı-Museum (Sakıp Sabancı Müzesi) in Istanbul zu besichtigen. 2008 ging Bossa an die Akkardan-Gruppe.
Weitere Mitglieder der Familie sind die Unternehmerinnen Güler Sabancı (* 1955) und Sevil Sabancı (* 1973).

## Unternehmensbeteiligungen (Auswahl)
- Gıdasa
- Akbank
- Enerjisa
- Toyotasa in Adapazarı
- Carrefoursa in Istanbul und Adana
- Phillip Morrissa
- DuPont (Türkei)
- Bossa in Adana (das erste Unternehmen von Sabancı)
- Temsa
- Pegasus Airlines
- Lassa tires
- Hiltonsa
- Teknosa

## Stiftungen
- Sabancı-Universität in Istanbul
- Sakıp-Sabancı-Museum in Emirgan
- Sabancı-Zentralmoschee in Adana